# Ingenbarnsland
Ingenbarnsland är en roman från 2011 av Eija Hetekivi Olsson. 2016 släpptes uppföljaren Miira.

## Handling
Romanen utspelar sig i Göteborgsförorterna Gårdsten och Bergsjön under 1980-talet. Den handlar om modiga och upproriska Miira som vägrar att acceptera orättvisorna i skolan och samhället.

## Priser och nomineringar
Romanen belönades och nominerades till flera priser:
- 2012 – Stig Sjödinpriset[1]
- 2012 – Nominerad till Augustpriset[2]
- 2012 – Wästswänska teaterns stipendium.
- 2013 – Nominerad till Sveriges Radios Romanpris[3]
- 2013 – Adlerbertska konststipendiet 2013.
- 2013 – Katapultpriset för bästa skönlitterära debut 2012 med motiveringen:

"Ingenbarnsland överrumplar läsaren med ett konstruktivt raseri, där de invanda ordboksorden bänts sönder och satts ihop igen i språklig protest. Med lika delar omtanke och aggressivitet är romanen en rapport från villkorslöshetens nollpunkt, ett stycke intensivt frätande litteratur om hur man växer utan att förminska andra, ett bångstyrigt frankensteinfuckyoufinger rakt upp i samhällets bortvända ansikte."
- 2014 – Robespierrepriset
- 2014 – Göteborgs Stads arbetsstipendium för författare

## Översättningar och dramatisering
Ingenbarnsland utkom år 2013 i finsk översättning (Tämä ei ole lasten maa, Schildts & Söderströms). Och i norsk översättning år 2014 (Cappelen Damm).
Ingenbarnsland dramatiserades av Göteborgs Stadsteater. Pjäsen hade urpremiär den 13 mars 2015.

## Mottagande
- Kreativt ordstök – SvD
- Fräsande hat från förorten – Aftonbladet
- Ingenbarnsland – Dagens Nyheter
- En brinnande hunger efter ett annat liv – Litteraturmagazinet